# 芝麻镇
芝麻镇，是中华人民共和国贵州省遵义市汇川区下辖的一个乡镇级行政单位。
2016年3月20日，国务院批复同意贵州省调整遵义市部分行政区划，将原遵义县的芝麻镇划归汇川区管辖。

## 行政区划
芝麻镇下辖以下地区：
芝麻村、大坪村、新民村、观音寺村、高原村和竹园村。